# Apiocera latifrons
Apiocera latifrons är en tvåvingeart som beskrevs av Paramonov 1953. Apiocera latifrons ingår i släktet Apiocera och familjen Apioceridae. Inga underarter finns listade i Catalogue of Life.